# 君の願いが世界を輝かす
「君の願いが世界を輝かす」（きみのねがいがせかいをかがやかす）は、MISIAの配信限定シングル。Walt Disney Recordsから2022年9月30日に配信された。

## 概要
本作は、2022年11月11日から東京ディズニーシーで開催されているナイトタイムエンターテイメント「ビリーヴ!〜シー・オブ・ドリームス〜」の日本語版テーマソング。2022年9月30日に先行配信されたのち、同年11月30日発売のアルバム『東京ディズニーシー ビリーヴ!〜シー・オブ・ドリームス〜』に収録された。
MISIAは2006年に、5thアニバーサリーのテーマソング「Sea of Dreams 〜Tokyo DisneySea 5th Anniversary Theme Song〜」を担当しており、東京ディズニーシーとは16年ぶりのコラボレーションとなった。
「ビリーヴ!〜シー・オブ・ドリームス〜」開催初日である2022年11月11日、MISIAがメディテレーニアンハーバーにサプライズで登場し、スペシャルグリーティングを行った。
『第73回NHK紅白歌合戦』の特別企画「ディズニースペシャルメドレー」内で歌唱された。

## 収録曲
| #         | タイトル                   | 作詞      | 作曲                                           | 時間 |
| --------- | -------------------------- | --------- | ---------------------------------------------- | ---- |
| 1.        | 「君の願いが世界を輝かす」 | MISIA     | Emily Bear, Ruth Anne, Toby Gad, Lindy Robbins | 3:48 |
| 合計時間: | 合計時間:                  | 合計時間: | 合計時間:                                      | 3:48 |